# Кайт-багі

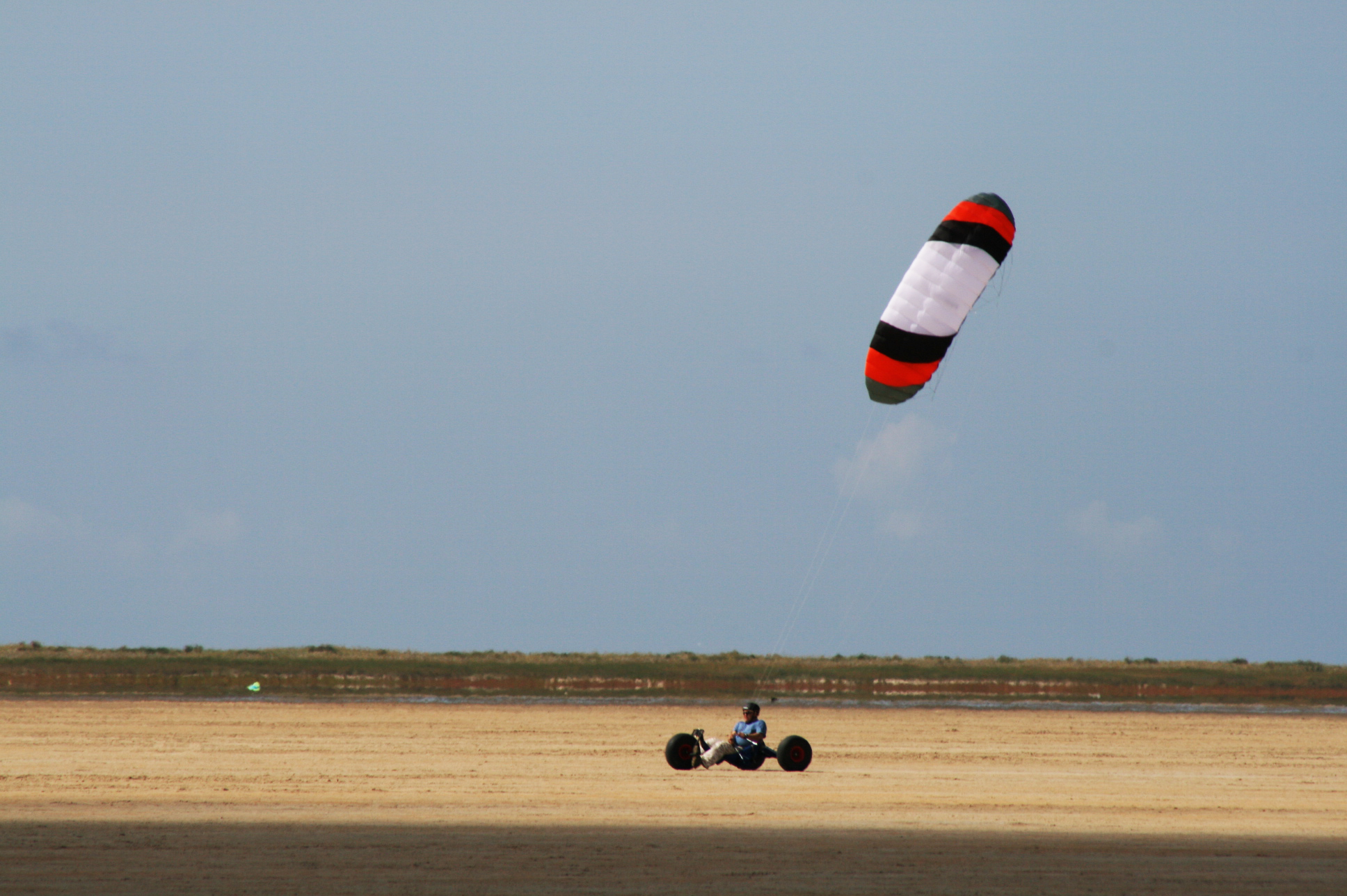

Кайт-багі — легкий спортивний одномісний візок, оснащений тягловим кайтом.
Візок звичайно має одне кероване переднє та два фіксованих задніх колеса, але існують і інші схеми — чотириколісна або триколісна з заднім керованим.

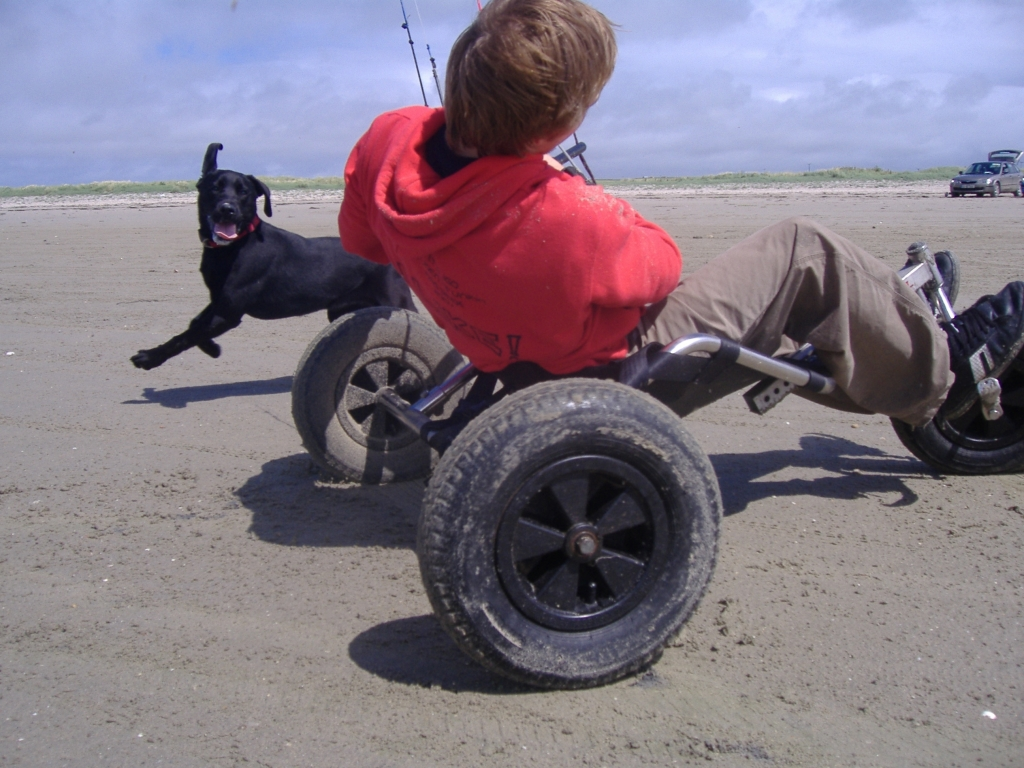

Кайт-багі, ймовірно, були винайдені в Китаї приблизно в 13 столітті. В 1827 році винахідник Джордж Покок продемонстрував візок у Великій Британії, а наприкінці 1970-х років кайт-багі можна було придбати в США та Великій Британії.
Кайт-багінг (або лендкайтинг) подібний до віндсерфінга, тому більша частина його термінології та техніки була запозичена з цього виду спорту.
З кайт-багі проводяться спортивні змагання, у тому числі — міжнародні. Спорт потребує рівних ділянок суходолу (висохлі озера, пляжі). Швидкість, яка досягається досвідченими водіями, може сягати 110 км/год, а сам візок відриватись від землі, тому спортсмен звичайно використовує спеціальний одяг та захисний шолом, а сам спорт вважається небезпечним.